# Josip Škorić
Josip Škorić (Spalato, 13 febbraio 1981) è un allenatore di calcio ed ex calciatore croato, di ruolo portiere.

## Statistiche

### Cronologia presenze e reti in nazionale
| Cronologia completa delle presenze e delle reti in nazionale ― Croazia under 18 | Cronologia completa delle presenze e delle reti in nazionale ― Croazia under 18 | Cronologia completa delle presenze e delle reti in nazionale ― Croazia under 18 | Cronologia completa delle presenze e delle reti in nazionale ― Croazia under 18 | Cronologia completa delle presenze e delle reti in nazionale ― Croazia under 18 | Cronologia completa delle presenze e delle reti in nazionale ― Croazia under 18 | Cronologia completa delle presenze e delle reti in nazionale ― Croazia under 18 | Cronologia completa delle presenze e delle reti in nazionale ― Croazia under 18 |
| Data                                                                            | Città                                                                           | In casa                                                                         | Risultato                                                                       | Ospiti                                                                          | Competizione                                                                    | Reti                                                                            | Note                                                                            |
| ------------------------------------------------------------------------------- | ------------------------------------------------------------------------------- | ------------------------------------------------------------------------------- | ------------------------------------------------------------------------------- | ------------------------------------------------------------------------------- | ------------------------------------------------------------------------------- | ------------------------------------------------------------------------------- | ------------------------------------------------------------------------------- |
| 8-9-1999                                                                        | Zabok                                                                           | Croazia under 18                                                                | 2 – 1                                                                           | Slovenia under 18                                                               | Amichevole                                                                      | -                                                                               | 90+4’                                                                           |
| 23-3-2000                                                                       | Otrokovice                                                                      | Rep. Ceca under 18                                                              | 2 – 0                                                                           | Croazia under 18                                                                | Amichevole                                                                      | -2                                                                              | 75’                                                                             |
| Totale                                                                          |                                                                                 | Presenze                                                                        | 2                                                                               |                                                                                 | Reti                                                                            | -2                                                                              |                                                                                 |